# Arthur Pearson (homme politique britannique)
Pour les articles homonymes, voir Arthur Pearson.
Arthur Pearson, né le 31 janvier 1897 - 14 octobre 1980, est un homme politique du parti du travailliste au Royaume-Uni. Il est l'un des huit enfants de William, né à Saltney, Chester et de Margaret (Lewis) Pearson. Son père est employé en tant que Chain Maker à Pontypridd. Il est élu Membre du Parlement (MP) pour Pontypridd aux élections partielles de 1938, et a servi jusqu'à son retrait aux élections générales de 1970.
Arthur Pearson est célibataire.